# Lista do Património Mundial em perigo
A A Lista do Patrimônio Mundial em Perigo é compilada e mantida pela Organização das Nações Unidas para a Educação, a Ciência e a Cultura (UNESCO) através do Comitê do Patrimônio Mundial com base no Artigo 11.4 da Convenção para a Proteção do Patrimônio Mundial, Cultural e Natural, estabelecida em 1972 com a finalidade de reconhecer e administrar os sítios do Patrimônio Mundial. A lista do Patrimônio Mundial em Perigo tem como finalidade assinalar sítios do Patrimônio Mundial que se encontram severamente degradados, ameaçados, desprotegidos e vulneráveis, por variados aspectos, situações, motivos e consequências, tanto por ação humana e/ou natural. A inclusão de um sítio nesta lista estrita visa conclamar a atenção de autoridades internacionais sobre a integridade e conservação dos respectivos locais e encorajar medidas de restauro e preservação.
Os sítios de interesse Natural podem ser incluídos na lista mediante redução das populações endêmicas ou demais espécies de inestimado valor científico e cultural ou deterioração da paisagem natural ou valor científico de uma propriedade causados por atividades humanas irregulares como caça furtiva, poluição, assentamentos ilegais, atividades mineradoras e agropecuárias e obras públicas de grande impacto ambiental. Os sítios de interesse Cultural podem ser incluídos na lista por degradação material de sua estrutura, ornamentação, incoerência arquitetônica e perda de autenticidade histórica ou significado cultural. Danos potenciais para sítios de interesse Cultural ou Natural costumam ser causados por projetos de obras, conflitos armados, ineficiência da administração local ou modificações na condição protetiva das propriedades listadas. No caso de sítios de interesse Cultural, mudanças graduais ocasionadas por geologia, mudanças climáticas ou meio ambiente também podem ser consideradas riscos potenciais.
A UNESCO reconhece um total de 1.121 sítios do Patrimônio Mundial localizados em 167 países distintos, dos quais 53 sítios (17 naturais e 36 culturais) estão também listados como Patrimônio Mundial em Perigo. Dos sítios em perigo, 21 estão localizados nos Estados Árabes (sendo 6 deles na Síria e 5 na Líbia); 16 estão localizados na África (sendo 5 deles na República Democrática do Congo); 6 estão localizados na América Latina e Caribe; 6 deles estão localizados na Ásia e Pacífico e 4 deles estão localizados na América do Norte e Europa.

## Patrimônio Mundial em Perigo
A UNESCO classifica os seguintes sítios do Patrimônio Mundial como Patrimônio Mundial em Perigo:
| Sítio | Imagem | Localização                             | País                           | Ano              | Causa(s) | Ref.                        |
| --- | ------ | --------------------------------------- | ------------------------------ | ---------------- | --- | --------------------------- |
| Cidade Antiga de Jerusalém e seus Muros                                                                                         |        | Jerusalém                               | Jerusalém                      | 1982             | Desenvolvimento urbano descontrolado, deterioramento generalizado do estado de conservação devido ao terrorismo e baixa manutenção. | [ 5 ] [ 6 ] [ 7 ]           |
| Parque Nacional de Garamba |        | Orientale                               | República Democrática do Congo | 1984–1992 1996-  | Redução da população de Rinocerontes-brancos sem nenhuma medida corretiva pelas autoridades locais. | [ 8 ]                       |
| Zona Arqueológica de Chan Chan                                                                                                  |        | La Libertad                             | Peru                           | 1986-            | Erosão natural | [ 9 ]                       |
| Reserva natural de Aïr e do Ténéré                                                                                              |        | Arlit                                   | Níger                          | 1992-            | Os diversos Conflitos militares e insurgência civil na região do Delta do Níger colocam em risco de degradação a área protegida pela classificação da UNESCO. Há chances de redução da população selvagem nativa e degradação da vegetação local.                                                          | [ 10 ] [ 11 ]               |
| Reserva da Natureza do Monte Nimba                                                                                              |        | Zerecoré                                | Costa do Marfim Guiné          | 1992-            | Concessão da exploração mineral em parte do território do sítio e grande fluxo de refugiados na porção guineana do sítio. |                             |
| Parque Nacional de Everglades                                                                                                   |        | Flórida                                 | Estados Unidos                 | 1993-2007 2010-  | Danos causados pelo Furacão Andrew e deterioramento do fluxo e qualidade das reservas fluviais devido ao desenvolvimento urbano e agrícola; degradação prolongada da área protegida resultando em danos diretos à vida marinha e declínio da população de espécies endêmicas.                              |                             |
| Parque Nacional de Virunga |        | KivuOrientale                           | República Democrática do Congo | 1994-            | Desmatamento e caça furtiva resultante do influxo de refugiados da Guerra Civil na República do Congo. |                             |
| Reserva da Biosfera de Río Plátano                                                                                              |        | La Mosquitia                            | Honduras                       | 1996-2007; 2011- | Loteamento, pesca predatória e ocupação da terra; caça furtiva e redução da administração estatal sobre o sítio; violação da lei local e presença de narcotráfico. |                             |
| Parque nacional de Kahuzi-Biega                                                                                                 |        | Kivu                                    | República Democrática do Congo | 1997-            | Desmatamento e caça furtiva. | [ 12 ]                      |
| Parque Nacional de Manovo-Gounda St. Floris                                                                                     |        | Bamingui-Bangoran                       | República Centro-Africana      | 1997-            | Desmatamento e caça ilegal. | [ 13 ]                      |
| Reserva de fauna dos ocapis |        | Ituri                                   | República Democrática do Congo | 1997-            | Caça ilegal e predatória dos elefantes, desvio das instalações do sítio e ocorrência de conflito armado na região. | [ 14 ]                      |
| Cidade Histórica de Zabid |        | Hodeida                                 | Iêmen                          | 2000-            | Degradação dos prédios históricos listados no sítio. | [ 15 ]                      |
| Abu Mena |        | Cairo                                   | Egito                          | 2001-            | Desabamentos na área causados por grande acúmulo de argila no solo, que se torna semi-líquido devido ao "excesso de água". | [ 16 ] [ 17 ]               |
| Minarete e Ruínas Arqueológicas de Jam                                                                                          |        | Ghowr                                   | Afeganistão                    | 2002-            | Degradação de elementos abrangidos pelo sítio; pouca ou nenhuma medida de conservação pelas autoridades locais. | [ 18 ]                      |
| Ashur |        | Saladino                                | Iraque                         | 2003-            | Proposta de um reservatório colocando o sítio em potencial inundação; ausência de medidas de conservação pelas autoridades locais. | [ 19 ]                      |
| Paisagem cultural e vestígios arqueológicos do Vale de Bamiyán                                                                  |        | Bamiã                                   | Afeganistão                    | 2003-            | Estado de conservação insuficiente devido ao abandono, ação militar e explosões de dinamite; causando riscos de destruição dos elementos abrangidos pelo sítio, deterioração de murais nas grutas, saques e escavações ilícitas. Destruição das estátuas incentivada pelo Talibã por questões ideológicas. | [ 20 ]                      |
| Coro e Seu Porto |        | Falcón                                  | Venezuela                      | 2005-            | Danos diversos a elementos abrangidos pelo sítio devido a fortes chuvas entre novembro de 2004 e fevereiro de 2005; novas construções dentro da área demarcada do sítio. | [ 21 ]                      |
| Monumentos Medievais do Kosovo                                                                                                  |        | Cossovo e Metóquia                      | Kosovo Sérvia                  | 2006-            | Ausência de manutenção pelas autoridades locais; local em disputa política. | [ 22 ]                      |
| Parque Nacional de Niokolo-Koba                                                                                                 |        | Tambacounda                             | Senegal                        | 2007-            | Degradação da propriedade, redução da população de mamíferos, dificuldade de manutenção e preservação pelas autoridades locais e proposta de construção de uma represa no rio Gâmbia. | [ 23 ]                      |
| Cidade Arqueológica de Samarra                                                                                                  |        | Saladino                                | Iraque                         | 2007-            | Dificuldade de manutenção e preservação pelas autoridades locais; ocorrência de conflitos armados resultantes da Guerra do Iraque. | [ 24 ]                      |
| Floresta Tropical Húmida de Atsinanana                                                                                          |        | Sava                                    | Madagáscar                     | 2010-            | Extração ilegal de madeira e caça de lêmures em extinção. | [ 25 ]                      |
| Património das florestas tropicais ombrófilas de Sumatra                                                                        |        | Sumatra Meridional                      | Indonésia                      | 2011-            | Caça furtiva, extração ilegal de madeira, invasão agrícola e planos para construir estradas através do local. | [ 26 ]                      |
| Fortificações do lado caribenho do Panamá: Portobelo-San Lorenzo                                                                |        | Colón                                   | Panamá                         | 2012-            | Desenvolvimento urbano descontrolado e dificuldade de manutenção pelas autoridades locais. | [ 27 ]                      |
| Cidade Histórica de Tombuctu |        | Tombuctu                                | Mali                           | 2012-            | Ameaça de destruição por parte de grupos islâmicos, como a Al-Qaeda no Magrebe Islâmico, Ansar Dine e Boko Haram. Degradação proposital e saqueamento de edifícios históricos que compõem o sítio. | [ 28 ]                      |
| Túmulo de Ásquia |        | Gao                                     | Mali                           | 2012-            | Ameaça de destruição por parte de grupos islâmicos, como a Al-Qaeda no Magrebe Islâmico, Ansar Dine e Boko Haram. Degradação proposital e saqueamento de edifícios históricos que compõem o sítio. | [ 28 ]                      |
| Cidade Antiga de Alepo |        | Alepo                                   | Síria                          | 2013-            | Danos aos elementos inscritos no sítio causados por bombardeios, saques e ataques terroristas em decorrência da Guerra Civil Síria; Relatos de danos e destruição causados por grupos extremistas em conflitos com o governo.                                                                              | [ 29 ]                      |
| Cidade Antiga de Bostra |        | Daraa                                   | Síria                          | 2013-            | Danos aos elementos inscritos no sítio causados por bombardeios, saques e ataques terroristas em decorrência da Guerra Civil Síria; Relatos de danos e destruição causados por grupos extremistas em conflitos com o governo.                                                                              | [ 30 ]                      |
| Cidade Antiga de Damasco |        | Damasco                                 | Síria                          | 2013-            | Danos aos elementos inscritos no sítio causados por bombardeios, saques e ataques terroristas em decorrência da Guerra Civil Síria; Relatos de danos e destruição causados por grupos extremistas em conflitos com o governo.                                                                              | [ 31 ]                      |
| Cidades Antigas do Norte da Síria                                                                                               |        | AlepoIdlib                              | Síria                          | 2013-            | Danos aos elementos inscritos no sítio causados por bombardeios, saques e ataques terroristas em decorrência da Guerra Civil Síria; Relatos de danos e destruição causados por grupos extremistas em conflitos com o governo.                                                                              | [ 32 ]                      |
| Fortaleza dos Cavaleiros e Fortaleza de Saladino                                                                                |        | Homs                                    | Síria                          | 2013-            | Danos aos elementos inscritos no sítio causados por bombardeios, saques e ataques terroristas em decorrência da Guerra Civil Síria; Relatos de danos e destruição causados por grupos extremistas em conflitos com o governo.                                                                              | [ 33 ]                      |
| Palmira |        | Homs                                    | Síria                          | 2013-            | Danos aos elementos inscritos no sítio causados por bombardeios, saques e ataques terroristas em decorrência da Guerra Civil Síria; Relatos de danos e destruição causados por grupos extremistas em conflitos com o governo.                                                                              | [ 34 ]                      |
| Rennell Oriental |        | Rennell e Bellona                       | Ilhas Salomão                  | 2013-            | Danos no local causados por ocupação humana indevida que afetam o ecossistema. | [ 35 ]                      |
| Cidade de Potosí |        | Potosí                                  | Bolívia                        | 2014-            | A mineração contínua causa erosão e instabilidade no solo da montanha, ocasionando desabamentos; Declarado planejamento de intensificação da atividade mineira na área pela Corporação Boliviana de Mineração.                                                                                             | [ 36 ]                      |
| Palestina: Terra de Oliveiras e Vinhas – Paisagem Cultural de Jerusalém do Sul, Battir                                          |        | Cisjordânia                             | Palestina                      | 2014-            | A conclusão do Muro da Cisjordânia "pode causar separação entre os fazendeiros palestinos e as fazendas cultivadas por estes grupos há séculos". | [ 37 ] [ 38 ]               |
| Reserva de Caça de Selous |        | PwaniMorogoroRuvuma                     | Tanzânia                       | 2014-            | Exploração de recursos minerais e anunciados projetos de infraestrutura na área compreendida pelo sítio. | [ 39 ]                      |
| Hatra |        | Nínive                                  | Iraque                         | 2015-            | Danos causados pela atuação descontrolada de grupos armados. | [ 40 ]                      |
| Cidade Antiga de Saná |        | Saná                                    | Iêmen                          | 2015-            | Danos causados por conflitos armados resultantes da Guerra Civil Iemenita. | [ 41 ]                      |
| Antiga Cidade Murada de Shibam                                                                                                  |        | Hadramaute                              | Iêmen                          | 2015-            | Ameaça potencial de conflitos armados na região, ameaçando a integridade do sítio. Dificuldades de manutenção do sítio já relatadas pelo governo local. | [ 41 ]                      |
| Sítio Arqueológico de Cirene |        | Jabal Acdar                             | Líbia                          | 2016-            | Danos causados por conflitos armados resultantes da Guerra Civil Líbia. | [ 42 ]                      |
| Sítio arqueológico de Leptis Magna                                                                                              |        | Murgube                                 | Líbia                          | 2016-            | Danos causados por conflitos armados resultantes da Guerra Civil Líbia. | [ 42 ]                      |
| Sítio arqueológico de Sabratha                                                                                                  |        | Zauia                                   | Líbia                          | 2016-            | Danos causados por conflitos armados resultantes da Guerra Civil Líbia. | [ 42 ]                      |
| Antiga Cidade de Gadamés |        | Nalute                                  | Líbia                          | 2016-            | Danos causados por conflitos armados resultantes da Guerra Civil Líbia. | [ 42 ]                      |
| Antigas Cidades de Jené |        | Mopti                                   | Mali                           | 2016-            | Danos causados por urbanização intensa da área do sítio. | [ 43 ]                      |
| Centro Histórico de Xacrisabez                                                                                                  |        | Casca Dária                             | Uzbequistão                    | 2016-            | Destruição prolongada de edifícios históricos que compõem o sítio. | [ 44 ]                      |
| Nan Madol |        | Temwen                                  | Micronésia                     | 2016-            | Exploração dos recursos aquíferos que ocasionam a deterioração do solo e eventuais erosões. | [ 45 ]                      |
| Centro Histórico de Viena |        | Viena                                   | Áustria                        | 2017-            | Propostas de novas construções dentro da área demarcada pelo sítio. | [ 46 ]                      |
| Parques Nacionais do Lago Turkana                                                                                               |        | Vale do Rifte                           | Quênia                         | 2018-            | Impacto no ecossistema local causado pela construção da Represa Gilgel Gibe III. | [ 47 ] [ 48 ]               |
| Ilhas e Áreas Protegidas do Golfo da Califórnia                                                                                 |        | Baixa CalifórniaBaixa Califórnia do Sul | México                         | 2019-            | Ausência de planos efetivos de conservação e pesca furtiva põem em risco de extinção iminente as populações endêmicas de vida marinha, especialmente o marsuíno-do-golfo-da-califórnia, conhecido popularmente como vaquita.                                                                               | [ 49 ] [ 50 ] [ 51 ]        |
| Paisagem Cultural Mineira de Roșia Montană                                                                                      |        | Alba                                    | Roménia                        | 2021-            | Propostas de encerramento abrupto das atividades de mineração comprometendo a integridade dos sistemas subterrâneos que incluem túneis e galerias. | [ 52 ]                      |
| Centro Histórico de Odessa |        | Odessa                                  | Ucrânia                        | 2023-            | A Invasão russa da Ucrânia e o subsequente bombardeamento do Oblast de Odessa em fevereiro de 2022 põem em risco iminente a preservação de edifícios históricos de valor cultural e patrimonial para a cidade e o sítio listado.                                                                           | [ 53 ] [ 54 ] [ 55 ] [ 56 ] |
| Catedral de Santa Sofia e Edifícios Monásticos Relacionados e Mosteiro de Kiev-Petchersk e Conjunto do centro histórico de Lviv |        | KievLviv                                | Ucrânia                        | 2023-            | A Invasão russa da Ucrânia e o subsequente bombardeamento do Oblast de Odessa em fevereiro de 2022 põem em risco iminente a preservação de edifícios históricos de valor cultural e patrimonial para a cidade e o sítio listado.                                                                           | [ 53 ] [ 54 ] [ 55 ] [ 56 ] |
| Feira Internacional Rachid Karami                                                                                               |        | Trípoli                                 | Líbano                         | 2023-            | A ausência de planos de conservação decorrente da presente crise nacional libanesa acarreta degradação iminente ao sítio listado com ocorrência de erosões no solo e danos estruturais aos edifícios do complexo projetado pelo arquiteto brasileiro Oscar Niemeyer.                                       | [ 57 ] [ 58 ] [ 59 ]        |

## Sítios em perigo por país

Localização dos sítios do Patrimônio Mundial em Perigo. Quantidade de sítios é indicada pela cor:
6 ou mais sítios
5 sítios
4 sítios
3 sítios
2 sítios
1 sítio

Dos 1157 sítios do Patrimônio Mundial localizados em 167 países ao redor do globo, 55 sítios são classificados pela UNESCO como Patrimônio Mundial em Perigo. Com base na subdivisão de Regiões da UNESCO, 21 sítios em perigo estão localizados nos Estados Árabes (sendo 6 sítios localizados na Síria e 5 localizados na Líbia); 15 na África (sendo 5 sítios na República Democrática do Congo); 6 na América Latina e Caribe; 6 na Ásia e Pacífico e 7 na Europa e América do Norte. A grande maioria dos sítios de interesse Natural em perigo estão localizados no continente africano, enquanto a maioria dos sítios de interesse Cultural em perigo estão localizados na Ásia (mais especificamente nos Estados Árabes).
| País                           | Sítios em Perigo | Primeira inclusão | Última inclusão |
| ------------------------------ | ---------------- | ----------------- | --------------- |
| Síria                          | 6                | 2013              | 2013            |
| Líbia                          | 5                | 2016              | 2016            |
| República Democrática do Congo | 5                | 1984              | 1999            |
| Iêmen                          | 4                | 2000              | 2023            |
| Iraque                         | 3                | 2003              | 2015            |
| Mali                           | 3                | 1990              | 2016            |
| Afeganistão                    | 2                | 2002              | 2003            |
| Palestina                      | 2                | 2014              | 2017            |
| Áustria                        | 1                | 2017              | 2017            |
| Bolívia                        | 1                | 2014              | 2014            |
| Costa do Marfim                | 1                | 1992              | 1992            |
| Egito                          | 1                | 2001              | 2001            |
| Estados Unidos                 | 1                | 1993              | 1993            |
| Honduras                       | 1                | 1996              | 1996            |
| Indonésia                      | 1                | 2011              | 2011            |
| Ilhas Salomão                  | 1                | 2013              | 2013            |
| Kosovo                         | 1                | 2006              | 2006            |
| Madagáscar                     | 1                | 2010              | 2010            |
| México                         | 1                | 2019              | 2019            |
| Micronésia                     | 1                | 2016              | 2016            |
| Níger                          | 1                | 1992              | 1992            |
| Panamá                         | 1                | 2012              | 2012            |
| Peru                           | 1                | 1986              | 1986            |
| Quênia                         | 1                | 2018              | 2018            |
| República Centro-Africana      | 1                | 1997              | 1997            |
| Senegal                        | 1                | 2007              | 2007            |
| Ucrânia                        | 4                | 2023              | 2023            |
| Uzbequistão                    | 1                | 2016              | 2016            |
| Jerusalém                      | 1                | 1982              | 1982            |

## Sítios anteriores
Há uma série de sítios que estiveram listados anteriormente como Património Mundial em Perigo, mas foram posteriormente removidos da lista após melhorias na gestão ou conservação da área classificada. O Parque Nacional de Everglades figurou na lista de 1993 a 2007 e foi incluído novamente em 2010 enquanto a Reserva da Biosfera de Río Plátano esteve listada de 1996 a 2007 e retornou à lista em 2011. Ambos os sítios estão, portanto, incluídos na lista de sítios atualmente em perigo (conforme a seção acima). A UNESCO já classificou, em dado momento, os seguintes sítios do Patrimônio Mundial como Patrimônio Mundial em Perigo:
| Sítio                                     | Imagem | Localização       | País           | Período   | Causa(s) | Ref.   |
| ----------------------------------------- | ------ | ----------------- | -------------- | --------- | --- | ------ |
| Angkor                                    |        | Siem Reap         | Camboja        | 1992–2004 | Inscrição inicialmente limitada a um período de três anos (1993–1995) durante o qual deveriam ser estabelecidas proteção legal efetiva, limites e zonas-tampão e os esforços internacionais de conservação deveriam ser monitorados e coordenados; no momento da inscrição, o Camboja era administrado pelas Nações Unidas após a Guerra Civil Cambojana na década de 1980.                                     | [ 63 ] |
| Catedral de Bagrati e Mosteiro de Guelati |        | Imerícia          | Geórgia        | 2010–2017 | O sítio foi incluído na Lista do Patrimônio Mundial em Perigo devido a um projeto de reconstrução que causou modificações irreversíveis ao conjunto artístico e arquitetônico do bem listado. Em 2017, o sítio teve uma modificação nos limites para evitar maiores danos à área listada. A Catedral de Bagrati foi reinaugurada totalmente reformada e acabou por ser removida da Lista do Patrimônio Mundial. | [ 64 ] |
| Forte de Bala                             |        | Interior          | Omã            | 1988–2004 | Degradação das estruturas de terra do forte e do oásis de Bala. | [ 65 ] |
| Arg-é Bam e sua paisagem cultural         |        | Carmânia          | Irão           | 2004–2013 | O sítio listado foi incluído na Lista do Patrimônio Mundial em Perigo devido aos danos causados pelo Sismo de Bam de 2003. | [ 66 ] |
| Parque Nacional de Yellowstone            |        | Montana · Wyoming | Estados Unidos | 1995–2003 | O sítio foi incluído na lista devido aos riscos à preservação da truta-de-Yellowstone (Oncorhynchus clarkii bouvieri) bem como contaminação de partes do parque por resíduos humanos, ameaças potenciais à profusão e qualidade de recursos hídricos e atividades irregulares de mineração. | [ 67 ] |
| Túmulos dos Reis do Buganda em Kasubi     |        | Campala           | Uganda         | 2010-2023 | Destruição do Muzibu Azaala Mpanga, o edifício principal do sítio, por incêndio em março de 2010. Retirado da lista em perigo em 2023 após intervenção |        |